# Suchaja Wiazowka
Suchaja Wiazowka (ros. Сухая Вязовка) – wieś (sieło) w Rosji, w obwodzie samarskim, w rejonie wołżskim. W 2010 liczyła 1332 mieszkańców.